# Ophiolebella
Ophiolebella is een geslacht van slangsterren uit de familie Ophiuridae.

## Soorten
- Ophiolebella biscutifera (G.A. Smith, 1923)